# Thomas O’Rourke
Thomas Denis O’Rourke (* 1948) ist ein US-amerikanischer Bauingenieur, der sich mit Geotechnik befasst und Professor an der Cornell University ist.
O’Rourke studierte Bauingenieurwesen an der Cornell University mit dem Bachelor-Abschluss 1970 und an der University of Illinois at Urbana-Champaign mit dem Master-Abschluss 1973 und der Promotion 1975.
Er befasst sich mit Auswirkungen von Naturkatastrophen und anderen Bedrohungen auf ausgedehnte Infrastrukturbauwerke (und entwickelte dafür geographische Informationssysteme), erdbebensicherem Bauen und mit Pipelines und Tunnelbauwerken. Er beriet zum Beispiel bei den großen Wassertunnelprojekten und mehreren U-Bahn-Projekten in New York City und für Wasserversorgung und Nahverkehr in San Francisco. Er entwarf auch Pipelines für hohe Drücke und analysierte deren Erdbebensicherheit.
Er erhielt den Ralph B. Peck Award, den Stephen D. Bechtle Award in Pipeline Engineering und war 2009 Rankine Lecturer (Geohazards and large geographically distributed systems). Er ist Fellow der American Association for the Advancement of Science (2000) und der National Academy of Engineering (1993). Für 2016 wurde er als Terzaghi Lecturer ausgewählt.
2003/04 war er Direktor des Earthquake Engineering Research Institute. Er untersuchte Erdbebenfolgen weltweit (zum Beispiel beim Christchurch-Beben 2011, Erdbeben von Kōbe 1995, Erdbeben von Spitak 1988 (Armenien), Erdbeben von Gölcük 1999) und war im Komitee der National Academy of Engineering, das die Folgen des Hurricanes Katrina im Bereich New Orleans untersuchte. Er untersuchte für das Institute for Civil Infrastructure Systems die Einwirkung der Anschläge vom 11. September 2001 auf die Infrastruktur in New York – sein Komitee kam zu dem Schluss, dass die Infrastruktur die Anschläge bemerkenswert gut überstand.